# Skigebiet Eschenberg
Das Skigebiet Eschenberg bei Niedersfeld im nordrhein-westfälischen Hochsauerlandkreis ist ein Wintersportgebiet im Rothaargebirge. Es ist ein reines Alpin-Skigebiet.
Das Skigebiet wurde zum Großteil 2008 als Landschaftsschutzgebiet Eschenberg ausgewiesen. Ein Großteil der Fläche sind gesetzlich geschützte Biotope nach § 30 BNatSchG. Im obersten Teil des Skigebietes liegen einige Pingen aus dem Eisenerzbergbau, der hier in der zweiten Hälfte des 18. und Anfang des 19. Jahrhunderts betrieben wurde, die latent durch den Skibetrieb gefährdet sind.

## Geographische Lage
Das Skigebiet Eschenberg liegt südlich der Winterberger Ortschaft Niedersfeld auf dem Eschenberg (726 m), einem Nordostausläufer der Nordhelle (792,2 m). Auf dem Westhang der Erhebung liegt es westlich oberhalb des Ruhr-Oberlaufs auf etwa 570 bis knapp 725 m ü. NN; entlang des Flusses, damit unterhalb des Skigebiets, führt die Bundesstraße 480 (Niedersfeld–Winterberg). Zu den Nachbarbergen und -Erhebungen des Eschenbergs gehören neben der südwestlichen Nordhelle: Öhrenstein (792,1 m) im Nordnordosten, Langenberg (843,2 m) im Nordosten, Clemensberg (839,2 m) und Rimberg (764,5 m) im Ostnordosten, Voßmeskopf (662,9 m) im Südosten, Hoher Hagen (729 m) im Nordwesten und der Kahlenberg (732,8 m) im Nordnordwesten.

## Beschreibung
Das Skigebiet mit drei Schleppliften besitzt 3,8 Pistenkilometer in Schwierigkeitsstufen von leicht bis schwer, wobei die schwarze Piste, die mit nahe der Ruhr beginnendem Lift auf dem Nordosthang des Eschenbergs liegt und von der B 480 aus zu sehen ist, eher an eine kurze Skiroute erinnert. Es bietet sehr offene Hänge, die im Pistenplan größtenteils rot eingezeichnet, aber auch für Anfänger geeignet sind. Eine weitere steile Piste mit auch nahe dem Fluss beginnendem Lift gibt es auf der Südostflanke. Mittig zwischen diesen Liften führt ein einiges oberhalb der Ruhr beginnender Skilift ins bewaldete obere Drittel des Eschenbergs und endet in Gipfelnähe. Die längste Abfahrt ist 1,2 Kilometer lang und hat einen Höhenunterschied von etwa 125 Metern.
Im November 2021 wurde bekannt, dass zukünftig im Sommer mit Mountaincarts auf dem Skihang gefahren werden soll.